# Tewang
Tewang (nep. तेवाङ) – gaun wikas samiti w zachodniej części Nepalu w strefie Rapti w dystrykcie Rolpa. Według nepalskiego spisu powszechnego z 2011 roku liczył on 625 gospodarstw domowych i 3404 mieszkańców (1806 kobiet i 1598 mężczyzn).